# Cynthia Zukas
Cynthia Zukas (Ciudad del Cabo, 19 de febrero de 1931-Lusaka, 23 de noviembre de 2024) fue una pintora zambiana nacida en Sudáfrica. Recibió la Orden del Imperio Británico en 2012.

## Biografía
Zukas nació el 19 de febrero de 1931 en Ciudad del Cabo, Sudáfrica. Era judía. Asistió a la escuela en Sudáfrica, donde comenzó su carrera artística, y luego fue a Londres, donde se recibió como profesora de arte. En Londres conoció a Simon Zukas con quien más tarde se casó.

### Carrera
Después de unos años, Simon y Cynthia se mudaron a Zambia y Cynthia se convirtió en ama de casa a tiempo completo. Tuvieron dos hijos. En su tiempo libre solía dibujar, lo que hizo hasta su muerte. Unos años después de llegar a Zambia, conoció la Sociedad de Arte de Lusaka  Allí conoció a diferentes artistas y se convirtió en la secretaria de la sociedad. Más tarde fue cofundadora del Lechwe Trust, una organización destinada a desarrollar las artes visuales en Zambia. También desempeñó un papel importante en el Consejo Nacional de Artes Visuales de Zambia (VAC).
Algunos de los artistas que ella menciona que han contribuido al arte de Zambia son Henry Tayali y Valentine Musakanya. Fue a través de sus obras de arte que se ganó el reconocimiento internacional incluso entre los occidentales.

### Muerte
Cynthia Zukas falleció en Lusaka el 23 de noviembre de 2024, a los 93 años de edad.

## Premios
| Año  | Premio                                                             | Categoría                                                                                      | Resultado  |
| ---- | ------------------------------------------------------------------ | ---------------------------------------------------------------------------------------------- | ---------- |
| 2000 | Consejo Nacional de las Artes (Zambia)                             | Premio Ngoma por su destacada contribución al desarrollo de las artes visuales                 | Ganadora   |
| 2011 | Premio a la Libertad Julia Chikamoneka                             | Comité de Libertad de Prensa del periódico The Post (PFC)                                      | Honorífico |
| 2012 | Reina Isabel II de Gran Bretaña, Orden del Imperio Británico (MBE) | Para promover las artes visuales en Zambia y para crear un archivo histórico del arte zambiano | Recibido   |